# Hendrik Albert Schultens
Hendrik Albert Schultens (født 15. februar 1749 i Herborn, død 12. august 1793 i Leiden) var en hollandsk filolog. Han var søn af Jan Jacob Schultens.
Schultens blev ligesom faderen og farfaderen professor ved Leidens Universitet, hvor han 1788 holdt en endnu berømt forelæsning, Oratio de ingenio Arabum.